# Hoài Nhơn (phường)
Phường Hoài Nhơn là một phường thuộc tỉnh Gia Lai, Việt Nam.

## Địa lý
Phường Hoài Nhơn nằm ở trung tâm vùng đông bắc của tỉnh Gia Lai, có vị trí địa lý:
- Phía đông giáp biển Đông
- Phía tây giáp phường Hoài Nhơn Tây
- Phía nam giáp phường Hoài Nhơn Nam, Hoài Nhơn Đông
- Phía bắc giáp phường Tam Quan và phường Hoài Nhơn Bắc

Phường Hoài Nhơn có diện tích 40,32 km², dân số năm 2025 là 43,167 người, mật độ dân số đạt 1070,6 người/km².

## Hành chính
Phường Hoài Nhơn được chia thành 27 khu phố: Bình Phú, Ngọc An Đông, Ngọc An Tây, Ngọc An Trung, An Dinh 1, An Dinh 2, An Lộc 1, An Lộc 2, Lâm Trúc 1, Lâm Trúc 2, Mỹ An 1, Mỹ An 2, Trường An 1, Trường An 2, Ngọc Sơn Bắc, Ngọc Sơn Nam, Cửu Lợi Bắc, Cửu Lợi Đông, Cửu Lợi Nam, Cửu Lợi Tây, Tăng Long 1, Tăng Long 2, Trung Hóa, Tài Lương 1, Tài Lương 2, Tài Lương 3, Tài Lương 4.

## Lịch sử
Ngày 7 tháng 11 năm 1986, chia xã Hoài Thanh thành hai xã Hoài Thanh và Hoài Thắng.
Sau khi thành lập, xã Hoài Thắng có 1.249 ha diện tích tự nhiên và 8.162 người.
Ngày 3 tháng 6 năm 1993, đổi tên xã Hoài Thắng thành xã Hoài Thanh Tây.
Ngày 22 tháng 4 năm 2020, Ủy ban Thường vụ Quốc hội ban hành Nghị quyết số 932/NQ-UBTVQH14 về việc thành lập thị xã Hoài Nhơn và các phường thuộc thị xã Hoài Nhơn (nghị quyết có hiệu lực từ ngày 1 tháng 6 năm 2020). Theo đó, thành lập phường Hoài Thanh Tây thuộc thị xã Hoài Nhơn trên cơ sở toàn bộ 14,54 km² diện tích tự nhiên và 11.055 người của xã Hoài Thanh Tây.
Ngày 28 tháng 4 năm 2025, Hội đồng Nhân dân tỉnh Gia Lai (mới) thông qua Nghị quyết về chủ trương sắp xếp đơn vị hành chính cấp xã của tỉnh Gia Lai, trong đó sáp nhập các phường thuộc thị xã Hoài Nhơn cũ (nghị quyết có hiệu lực từ ngày 1 tháng 7 năm 2025). Theo đó, thành lập phường Hoài Nhơn trên cơ sở sáp nhập toàn bộ 14,54 km2 diện tích tự nhiên, dân số 13.208 người của phường Hoài Thanh Tây và toàn bộ 16,56 km2 diện tích tự nhiên, dân số 14.924 người của phường Hoài Thanh và toàn bộ 9,22 km2 diện tích tự nhiên, dân số 15.035 người của phường Tam Quan Nam.

## Kinh tế - xã hội

### Kinh tế
Hoài Nhơn là phường ven biển, có đường bờ biển dài trên 4 km, với bờ cát trắng trải dài phía đông con đường dọc biển ĐT639; có làng nghề Bún bánh tráng truyền thống, nhãn hiệu Bún số 8 Tam Quan Nam được Cục Sở hữu trí tuệ công nhận và bảo hộ nhãn hiệu tập thể.

### Giáo dục
Phường Hoài Nhơn có nhiều trường học, trong đó các trường được đầu tư cơ sở vật chất cùng với trang thiết bị hiện đại bao gồm các trường như Trường mầm non Tam Quan Nam, Trường Tiểu học số 1 Tam Quan Nam, Trường Tiểu học số 2 Tam Quan Nam và Trường THCS Tam Quan Nam.

## Di tích
Phường Hoài Nhơn có nhà Lưu niệm chi bộ Cửu Lợi, là nơi thành lập của 1 trong 2 chi bộ đảng đầu tiên của tỉnh Gia Lai.